# The Meg
The Meg is een Amerikaans-Chinese actie-thriller uit 2018, geregisseerd door Jon Turteltaub. De film is losjes gebaseerd op de roman Meg: A Novel of Deep Terror van Steve Alten. De film werd wereldwijd slecht ontvangen door filmcritici, maar had desondanks een positieve opbrengst van ruim een half miljard Amerikaanse dollar.

## Verhaal
Wanneer een onderzoekteam met een onderzeeër de diepzee verkent, wordt deze aangevallen door een enorm beest. Diepzeereddingduiker Jonas Taylor wordt ingeschakeld om de bemanning te redden, maar de beweringen van Taylor over een diepzeemonster worden afgedaan als hallucinaties veroorzaakt door de caissonziekte.
Vijf jaar later financiert miljonair Jack Morris een onderzoekcentrum in de Zuid-Chinese Zee: Mana One. Dr. Minway Zhang en zijn dochter Suyin willen een expeditie organiseren naar een nog niet verkend deel van de Marianentrog, dat door een thermocline en een wolk waterstofsulfide is afgesloten van de rest van de zee. Dit deel kan best weleens nog dieper zijn dan Challenger Deep.
Alles lijkt goed te gaan totdat de expeditie wordt geconfronteerd met een 23 meter lange megalodon. Diepzeereddingduiker Jonas Taylor wordt door Jack Morris ingeschakeld om de bemanning te redden van de haai, waarvan men dacht dat die was uitgestorven. De redding lukt, maar een van de wetenschappers haalt het niet. Bovendien valt de haai, die de duikboot was gevolgd, het onderzoekcentrum aan. Tot afschuw van Dr. Zhang gelast Morris dat het dier gedood moet worden. Dit lukt, maar dan wordt de boot aangevallen door een nog grotere megalodon die Dr. Zhang en twee andere wetenschappers doodt. De boot wordt vernield en met behulp van een motorsloep weten de overlevenden Mana One weer te bereiken.
Morris gelast de sluiting van Mana One tot de haai dood is, en deelt mede dat de Chinese, Vietnamese en Thaise regeringen gewaarschuwd zijn. In werkelijkheid heeft hij niemand gewaarschuwd en wil hij de haai zelf doden en de familie van de slachtoffers stilletjes afkopen teneinde het onprettige incident in de doofpot te stoppen. Vanuit een helikopter gooit zijn groep dieptebommen die de haai doden, maar als Morris triomferend afdaalt naar de dode haai blijken ze slechts een walvis te hebben gedood. De haai valt aan en doodt Morris.
De overlevenden, geleid door Jonas en Suyin, moeten nu alles op alles zetten om een ramp te voorkomen, aangezien de haai regelrecht naar de drukke stranden van Sanya koerst. Uiteindelijk weet Taylor de buik van de haai met een zijvin van zijn eenmansonderzeeër open te rijten, als het woedende dier vervolgens zijn boot vernielt doodt hij de haai door een vergiftigde harpoen in het oog te steken. Vervolgens wordt het dier door tientallen kleinere haaien opgegeten. Jonas en Suyin voegen zich bij de resterende overlevenden, en overwegen een vakantie.

## Rolverdeling
| Acteur                | Personage              |
| --------------------- | ---------------------- |
| Jason Statham         | Jonas Taylor           |
| Li Bingbing           | Suyin Zhang            |
| Rainn Wilson          | Jack Morris            |
| Cliff Curtis          | James "Mac" Mackreides |
| Winston Chao          | Dr. Minway Zhang       |
| Ruby Rose             | Jaxx Herd              |
| Shuya Sophia Cai      | Meiying                |
| Page Kennedy          | DJ                     |
| Robert Taylor         | Dr. Heller             |
| Ólafur Darri Ólafsson | The Wall               |
| Jessica McNamee       | Lori                   |
| Masi Oka              | Toshi                  |